# 赤川貴弘
赤川 貴弘（あかがわ たかひろ、1966年6月29日 - ）は、アスレティックトレーナー、プロ野球コーチ。大阪近鉄バファローズやオリックス・バファローズでコンディショニングコーチを務めていた。大阪府出身。プロ野球選手としての経験はない。

## 経歴
大阪府立藤井寺高等学校、大阪体育大学卒業後、ダイナミックスポーツ医学研究所を経て、1992年に近鉄バファローズへ球団職員として入団。1996年からコンディショニングコーチを務める。
2004年のオリックス・ブルーウェーブとの球団合併による消滅後も合併先であるオリックス・バファローズで引き続きコーチを務め、2015年にコーチ職を離れ、コンディショニング担当に異動。

## 詳細情報

### 背番号
- 102 （1992年）
- 95 （1993年 - 2004年）
- 80 （2005年 - 2009年）
- 79 （2010年 - 2014年）